# Dick Garrard
Dick Garrard (Victoria (Australia), 21 de enero de 1911-1 de marzo de 2003) fue un deportista australiano especialista en lucha libre olímpica donde llegó a ser subcampeón olímpico en Londres 1948.

## Carrera deportiva
En los Juegos Olímpicos de 1948 celebrados en Londres ganó la medalla de plata en lucha libre olímpica estilo peso wélter, tras el turco Yaşar Doğu (oro) y por delante del estadounidense Leland Merrill (bronce).